# Ko Itakura
Ko Itakura (n. 27 ianuarie 1997, Yokohama, Japonia) este un fotbalist japonez, care joacă pe post de fundaș la Ajax în Eredivisie. Pe plan internațional, are prezențe la națională pentru Japonia.
Itakura a debutat la echipa națională a Japoniei în anul 2019.

## Statistici
| Japonia | Japonia | Japonia |
| An      | Meciuri | Goluri  |
| ------- | ------- | ------- |
| 2019    | 3       | 0       |
| 2020    | 1       | 0       |
| Total   | 4       | 0       |